# Thamnophis fulvus
La culebra listonada amarillenta (Thamnophis fulvus) es una especie de serpiente que pertenece a la familia Natricidae. Es nativa de Chiapas (México), Guatemala, El Salvador y Honduras. Su hábitat natural se compone de bosque pino-encino y bosque nuboso, bosque tropical de montaña, y pantanos de tierras altas. También ocurre en plantaciones y vegetación secundaria y coloniza cuerpos de agua artificiales en las tierras altas. Su rango altitudinal oscila entre 1636 y 3500 m s. n. m.. Es una serpiente terrestre  o semiacuática que se alimenta principalmente de anfibios.